# Marcelo Tosatti
Marcelo Tosatti (Curitiba, 27 de maio de 1982) é programador de computadores. Foi responsável pela manutenção da versão 2.4 do núcleo Linux entre novembro de 2001 e agosto de 2006. Atualmente trabalha na empresa Red Hat, preparando os softwares para o "Laptop de 100 dólares", que é um projeto de inclusão digital desenvolvido pela One Laptop per Child ("Um Laptop por Criança"), organização sem fins lucrativos que reúne o Massachusetts Institute of Technology (MIT), a empresa Red Hat e outros patrocinadores.

## Resumo biográfico
Primeiros anos
Cresceu em Curitiba e desde os onze anos de idade começou a interessar-se por computação, "mexendo" nas máquinas que um dos irmãos mais velhos trazia do Paraguai, para comercializar. Começou brincando com jogos e, depois, familiarizou-se com o MS-DOS. Foi apresentado ao sistema operacional GNU/Linux por um amigo. Levou praticamente dois meses tentando instalá-lo em sua máquina. A partir daí, passou horas e mais horas na frente do computador, inclusive todo o período de férias escolares, mostrando-se profundamente envolvido com o GNU/Linux e o desafio de programar.
Desde muito cedo participa de listas de discussões, sendo que aos catorze anos começou a trabalhar na empresa Conectiva, como estagiário, e pelos próximos seis anos em várias outras atribuições, quando se envolveu com a programação do Linux.
Mantenedor da versão 2.4 do Linux
Em novembro de 2001, por indicação de Alan Cox, foi convidado por Linus Torvalds a tornar-se mantenedor da versão 2.4 do Linux. Em 26 de novembro do mesmo ano lançou a revisão 2.4.16. Este convite foi de grande relevância histórica, uma vez que jamais se esperava que um latino-americano tão jovem (estava na época com apenas 19 anos de idade) e obviamente sem tempo para ter uma formação acadêmica, fosse o escolhido. A versão 2.4 teve grande importância por ter sido a que trouxe popularidade para o Linux.
Em junho de 2003, participou do Fórum Internacional de Software Livre. No mês seguinte, mudou-se para Porto Alegre e começou a trabalhar remotamente para a Cyclades Corporation. Também foi o mantenedor da arquitetura Power PC 8xx no Linux 2.6.
Em agosto de 2006 desligou-se oficialmente da manutenção do núcleo 2.4, assumida pelo programador francês Willy Tarreau.
Red Hat e "Laptop de 100 dólares"
A partir de maio de 2006 começou a trabalhar para a Red Hat, onde faz parte da equipe coordenada por Cristopher Blizzard, dedicada exclusivamente ao projeto "Laptop de 100 dólares" da One Laptop per Child (OLPC). Marcelo trabalha no núcleo do Fedora Linux, na biblioteca de softwares básicos, em compiladores e com toda a infra-estrutura da suíte de softwares que deverão acompanhar o laptop.